# My Son
My Son es una película de suspenso y misterio de 2021 escrita y dirigida por Christian Carion, protagonizada por James McAvoy y Claire Foy. Es una nueva versión en inglés de su película francesa Mon garçon de 2017, protagonizada por Guillaume Canet y Mélanie Laurent.
La cinta contó con la particularidad que a McAvoy no se le dio el guion y tan sólo se le informó de los aspectos más básicos de su personaje. La idea era que el actor fuera descubriendo la historia a medida que esta se fuera filmando y pudiera improvisar cada escena sobre la marcha.

## Sinopsis
Ambientada en el corazón de las Tierras Altas de Escocia, sigue a Edmond Murray (James McAvoy), un adicto al trabajo que un día recibe una fatídica llamada de su exesposa (Claire Foy): El hijo de ambos, de tan sólo 7 años de edad, ha desaparecido de un camping. Pronto quedará claro que el niño ha sido secuestrado y los padres comenzarán a ceder a la desesperación.

## Reparto
- James McAvoy como Edmond Murray
- Claire Foy como Joan Richmond
- Gary Lewis como Inspector Roy
- Tom Cullen como Frank
- Michael Moreland como William O'Connor
- Jamie Michie como Hunter
- Robert Jack como Alan
- Owen Whitelaw como Fergus
- Paul Rattray como Steven

## Argumento
Edmond Murray (James McAvoy) es un padre ausente que es llamado al lugar de la desaparición de su hijo Ethan (Max Wilson). Allí se encuentra y consuela brevemente a su exesposa Joan (Claire Foy) y rápidamente se une a un grupo de búsqueda antes de entrevistarse con la policía.
Después de entrevistarse con la policía, Edmond visita a la nueva pareja de su exesposa, Frank (Tom Cullen), y los dos comienzan a hablar. Después de ver que Frank ha hecho planes para un nuevo hogar para él y Joan, sin un dormitorio para Ethan, y al enterarse de que Frank le ha dado a Joan un valium para ayudarla a dormir, Edmond se enfurece y confronta, acusando a Frank de ser responsable de la desaparición de su hijo. Lo ataca en la cocina, lo deja inconsciente y llama al inspector Roy (Gary Lewis) para que investigue a Frank.
Edmond es arrestado y no se presentan cargos, ya que Frank aparentemente perdona a Edmond debido a su estrés emocional en ese momento. Edmond se encuentra más tarde con el inspector Roy, quien esconde el teléfono de Edmond en un microondas (para que no lo escuchen) y le informa que lo sacaron del caso sin ninguna explicación.
Edmond mira a través del teléfono de Frank (que deslizó después de noquearlo) y descubre vídeos de Ethan que conducen a la desaparición. Durante esto, se da cuenta de que hay un automóvil presente en ambos vídeos, con dos semanas de diferencia, escondido apenas fuera de la vista. Confiando en el hermano de Joan que trabaja en la industria de seguros, Edmond obtiene la dirección del propietario del vehículo.
Después de llegar al lugar, escucha que se acerca un vehículo. Escondiéndose fuera de la vista, Edmond agarra una palanca y finalmente noquea al extraño, y lo ata a un poste en el cobertizo. Después de un interrogatorio agresivo con un soplete, el extraño revela que él es responsable de enviar fotos de niños fuera de las escuelas a los secuestradores interesados, quienes luego “eligen” quién será secuestrado. Después de que le digan la ubicación de su hijo, Edmond se apresura cuesta arriba hacia un albergue, donde tres captores están adentro.
Edmond incapacita con éxito su vehículo, deja inconsciente a uno de sus secuaces, encuentra a su hijo y les transmite su ubicación a Joan y al inspector Roy. Después de un escape estrecho, Edmond se lesiona y se sale de la carretera. Joan y Ethan salen, escondiéndose detrás de un árbol, solo para ser recibidos por el inspector Roy, quien los lleva a un lugar seguro.
Al aire libre, rodeados de agua y montañas, Joan y Edmond acompañan a Ethan mientras vuela un helicóptero radio controlado. El inspector Roy le dice a Edmond que es hora de que se vayan y se despide de su hijo. Cuando termina la película, el inspector Roy menciona que el juez probablemente tomará en cuenta el beneficio de las acciones de Edmond, ya que hay una red aún mayor de secuestradores que pronto serán arrestados, lo que demuestra un beneficio para las acciones ilegales de Edmond.

## Producción
En octubre de 2020 se anunció que James McAvoy y Claire Foy habían sido elegidos para protagonizar la película, que fue escrita y dirigida por Christian Carion, rehaciendo su propia película de producción francesa de 2017 del mismo nombre. McAvoy no recibió el guion ni ningún diálogo, debiendo improvisar la gran mayoría de las escenas.
La filmación había comenzado a fines de octubre de 2020 y se filmó completamente en Escocia. La filmación en Lochaber se detuvo después de un resultado positivo de COVID-19 al interior de la producción.

## Lanzamiento
La película fue lanzada a través de Peacock el 15 de septiembre de 2021. También será lanzará mediante The Roku Channel el 15 de diciembre de 2021.